# Chaliopsis
Chaliopsis is een geslacht van vlinders van de familie van de zakjesdragers (Psychidae). De wetenschappelijke naam van dit geslacht is voor het eerst voorgesteld door Johan George Betrem en Leszek L.J. Ossowski in een publicatie uit 1956.
Dit geslacht is monotypisch, dat wil zeggen dat het maar één soort heeft namelijk Chaliopsis junodi (Heylaerts, 1890), die in tropisch Afrika voorkomt.